# Heterococcidoxenus
Heterococcidoxenus is een geslacht van vliesvleugeligen uit de familie Encyrtidae. De wetenschappelijke naam van dit geslacht is voor het eerst geldig gepubliceerd in 1940 door Ishii.

## Soorten
Het geslacht Heterococcidoxenus omvat de volgende soorten:
- Heterococcidoxenus javensis Ishii, 1940
- Heterococcidoxenus schlechtendali (Mayr, 1876)